# Модальная нотация

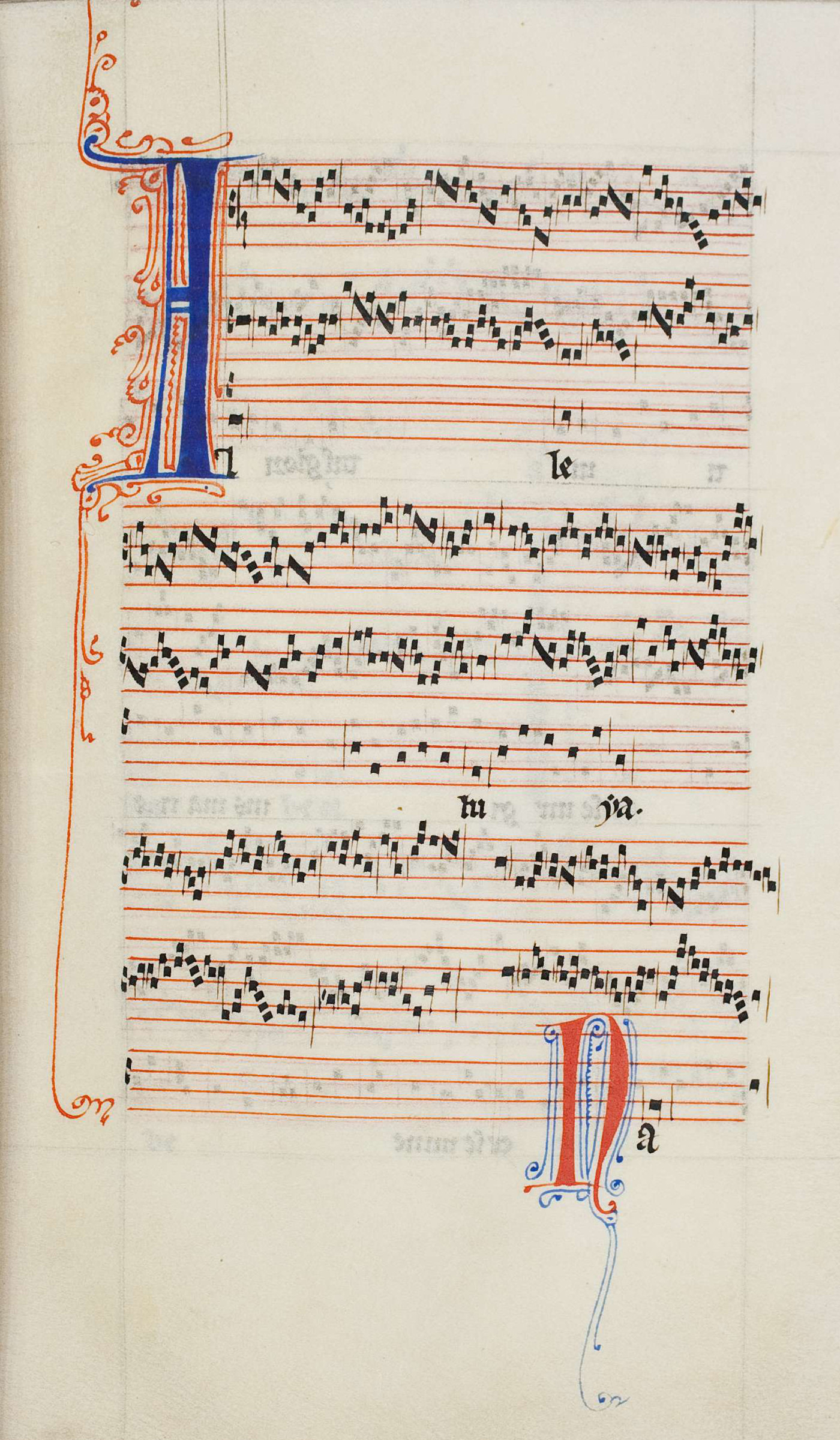
Аллилуйя 'Nativitas' Перотина, записанная в системе модальной нотации (рукопись I-Fl Pluteus 29.1, XIII век)

Модальная нотация (нем. Modalnotation) — вид линейной ритмической нотации, предформа мензуральной нотации. Модальная нотация применялась преимущественно во второй половине XII и в XIII вв. Вся многоголосная музыка школы Нотр-Дам (в рукописях, содержащих Magnus liber organi) и большинство мотетов Ars antiqua записаны в этой системе.
Модальная нотация — первая в истории система письменной фиксации музыки, в которой последовательно нотировался ритм. Для обозначения длительностей использовались те же графемы, которые служили в квадратной нотации церковной монодии для обозначения высоты звуков. Ритмическая интерпретация «звуковысотных» графем квадратной нотации была реализована путём стабильной группировки, главным образом, двух- и трёхнотных графем (так называемых лигатур).

## Модальная ритмика

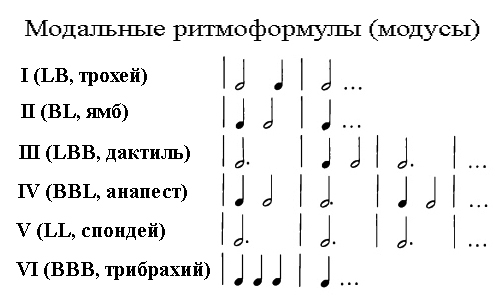
В расшифровке лонга (L) передаётся как половинная, бревис (B) — как четвертная. Показана только «первая серия» (primus ordo) длительностей, которая включает в себя одно полное и одно частичное проведение модуса (отсутствующая часть заполняется паузой до перфекции)

В классической (пятилинейной тактовой) нотации каждая длительность ноты передаётся особыми графическими элементами ноты (штилём или его отсутствием, формой и/или штриховкой головки, точкой и т. д.) и абстрагирована от метра (например, четверть может быть частью двух-, трех-, четырёхчетвертного и т. д. такта). Модальная ритмика зиждилась на трёхдольной мензуре — так называемой перфекции (лат. perfectio букв. «совершенство», «законченность»), для заполнения которой в практике сложились готовые ритмоформулы (лат. modi, модусы). Чаще других теоретики того времени описывали шесть ритмоформул-модусов, сравнивая их (впервые, возможно, в 1199 г. у Александра из Вильдьё в гл. 10 «Doctrinale», в начале XIV века — у Вальтера Одингтона) с античными стопами (см. нотную схему).
Периодически возобновляясь (с незначительными структурными изменениями), модусы складывались в серии, или «ряды» (лат. ordines). Эти ряды трёхдольных формул и поныне непосредственно воспринимаются на слух (например, в органумах Перотина) и создают своеобразный эффект «круговорота» — монотонного движения без агогики и без всякой «драматической» (свойственной, например, музыке классико-романтической эпохи) мотивно-ритмической разработки.
В основе модальных ритмоформул лежат только две длительности — бревис (лат. brevis короткая) и лонга (лат. longa долгая), показанные на схеме латинскими буквами B и L. Та или иная типовая комбинация бревисов и лонг и даёт ритмоформулу. При этом первый, второй и шестой модусы укладываются в одну перфекцию (трёхдольное единство), третий, четвёртый и пятый охватывают сразу две перфекции. A priori лонга ровно в два раза дольше бревиса. Однако, для того чтобы формулы укладывалась в трёхдольную мензуру (обязательное требование техники многоголосной композиции в описываемую эпоху), лонга и бревис в некоторых случаях подвергались увеличению как, например, в третьем, четвёртом и пятом модусах (соответственно, LBB, BBL, LL). Этот процесс «растяжения» нормативной длительности в источниках получил название «альтерации» (лат. alteratio).

## Теория и практика
Стройная в теоретических описаниях система модальной ритмики на практике реализовывалась весьма неоднозначно. Причиной этой неоднозначности было извечное стремление музыкантов к разнообразию ритма и, прежде всего, стремление избежать монотонной итерации одних и тех же ритмоформул согласно избранному модусу. Отдельная длительность в рамках установленной формулы могла разбиваться на две более мелкие длительности (этот процесс Аноним IV назвал fractio modi, «дробление модуса») и наоборот, две более мелкие длительности могли объединяться в одну крупную (extensio modi, «расширение модуса»). Дробление модуса могло осуществляться с помощью так называемой плики (лат. plica «складка») — небольшой вертикальной палочки (напоминает укороченный штиль в классической нотации), которая присоединялась к последней ноте лигатуры справа. Плика служила сигналом разбиения последней длительности формулы на две более мелкие длительности, а направление штиля показывало высоту, на которую следовало установить «дробящую» последнюю длительность. Если штиль плики направлен вверх, эту последнюю ноту следовало располагать секундой выше означенной последней ноты лигатуры, если штиль вниз, соответственно, секундой ниже. Существовали и другие техники композиции, размывающие модально-ритмическую монотонию.